# 伊万里鉄道
伊万里鉄道（いまりてつどう）は、明治時代中期に現在の松浦鉄道西九州線のうち有田駅 - 伊万里駅間を建設・運営した鉄道会社である。
主な建設の目的は、現在の有田町で造られる陶磁器（有田焼）の伊万里港への輸送、初代の九州鉄道と伊万里との連絡、伊万里地区の炭田で産出する石炭の輸送であった。しかし、物価騰貴のための増資を度々行い、資本金を40万円としたが、それでも資金が不足し借入金に頼ることになる。これが経営の足かせとなり、開業から1年を経ずに九州鉄道に合併された。

## 沿革
松浦鉄道西九州線の項目も参照されたい。
- 1895年（明治28年）9月17日 伊万里鉄道設立
- 1896年（明治29年）
  - 2月14日 仮免状下付[1]
  - 5月23日 免許を下付（伊万里-九州鉄道有田停車場間）[2]
- 1898年（明治31年）8月7日 有田 - 伊万里間開業[3]
- 1898年（明治31年）12月28日 九州鉄道に合併[4]

## 駅一覧
有田駅 - 蔵宿駅 - 夫婦石駅 - 伊万里駅
現在上記のほかにある中間駅は国鉄・松浦鉄道により開業したものである。

## 車両
九州鉄道に引き継がれた車両は機関車2両、2軸客車8両、貨車20両
1, 2
1898年、米クック製、車軸配置0-6-0 (C) 型タンク機関車。九州鉄道合併後は、140形 (140, 141)国有化前に売却された。